# Capitonius sexnotatus
Capitonius sexnotatus är en stekelart som först beskrevs av John Obadiah Westwood 1882.  Capitonius sexnotatus ingår i släktet Capitonius och familjen bracksteklar. Inga underarter finns listade.